# Politische Haft (DDR)

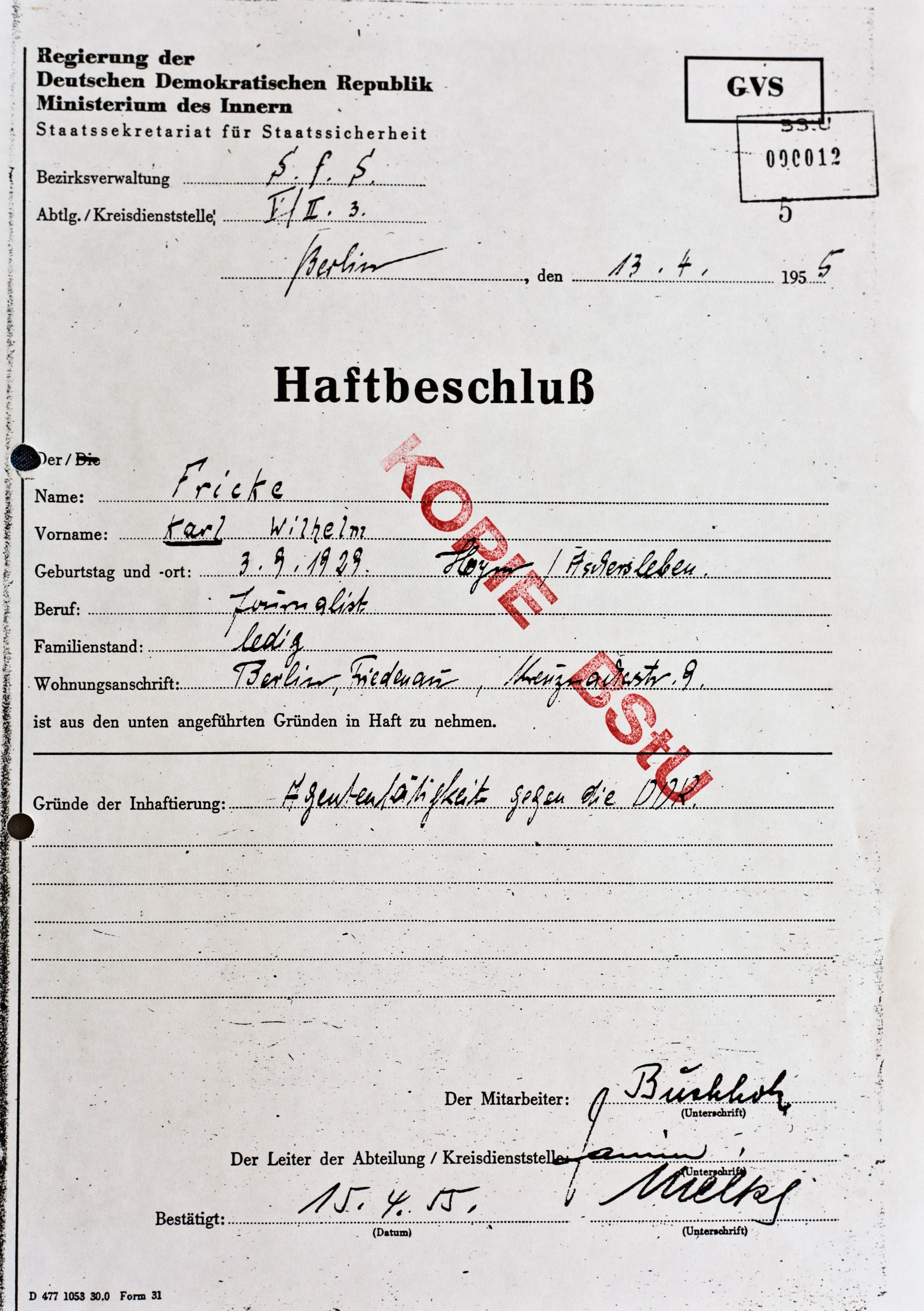
Haftbeschluss aus dem Jahr 1955 gegen Karl Wilhelm Fricke, unterzeichnet durch Erich Mielke

Als Politische Haft (DDR) werden politisch motivierte Inhaftierungen in der DDR bezeichnet. Nahezu alle politisch motivierten Verurteilungen durch die DDR-Justiz hatten Haftstrafen zur Folge. Die Urteile wurden unter anderem begründet mit „ungesetzlichem Grenzübertritt“, Spionage, „öffentlicher Herabwürdigung“, Wehrdienstentziehung oder -verweigerung. Als politische Häftlinge der DDR werden auch jene Personen gezählt, die ohne rechtskräftige Verurteilung aus politischen Gründen in Untersuchungshaft saßen. Die Zahl in der DDR politisch inhaftierter Personen wird auf rund 200.000–250.000 geschätzt. Knapp 34.000 von ihnen wurden ab 1962 durch die Bundesrepublik Deutschland freigekauft.

## Definition politischer Haft
Die Definition politischer Haft in der DDR gestaltet sich durch die ihr zugrundeliegenden juristischen, politischen, moralischen und ideologischen Dimensionen als ausgesprochen schwierig. Die Festlegung einer operationalisierbaren Definition politischer Haft in der DDR wird durch die Komplexität des Systems der Machtausübung in der DDR zusätzlich erschwert.
Allgemein bezeichnet der Begriff des politischen Häftlings in der DDR Menschen, die „wegen ihrer Gesinnung und ihrem daraus sich ergebenden Verhalten, wegen ihrer Zugehörigkeit zu einer sozialen Schicht oder Klasse oder wegen ihrer politisch oder religiös begründeten Gegnerschaft zum Kommunismus in Haft genommen oder verurteilt wurden“ Darüber hinaus können auch jene politische Gefangene in der DDR gewesen sein, die keine als politisch zu qualifizierenden Straftaten im Sinne des Strafgesetzbuches der DDR begangen haben, sondern auf Grundlage allgemeiner Straftatbestände verurteilt wurden. Als bestimmende Kriterien für die politische Qualität allgemeiner Straftaten sind „das Schuldbewußtsein und das Tatmotiv des Handelnden einerseits, die Bedingtheit des Gewahrsams durch die politischen und gesellschaftlichen Verhältnisse in der DDR andererseits in Betracht zu ziehen“.
Die Bundesrepublik Deutschland definierte im Häftlingshilfegesetz von 1955 politische Häftlinge in der DDR als Personen, die „aus politischen und nach freiheitlich-demokratischer Auffassung von ihnen nicht zu vertretenden Gründen in Gewahrsam genommen wurden“. Nach den Leitsätzen des Bundesverwaltungsgerichtes von 1959 und 1961 gilt derjenige als „politischer Gefangener“, der in der DDR „aus politischen Gründen“ in Gewahrsam genommen wurde und dessen Haft „nach Grund und Dauer durch die politischen Verhältnisse […] bedingt“ war. Als politische Gewahrsamsgründe gelten solche, „die auf die besondere innenpolitische Entwicklung zurückzuführen sind, welche die SBZ in der Nachkriegszeit im Unterschied zur innenpolitischen Entwicklung in den westlichen Besatzungsgebieten genommen hat“, insbesondere dann, „wenn nach den in den freiheitlichen Demokratien anerkannten Grundsätzen das Verhalten des Häftlings den Freiheitsentzug nicht gerechtfertigt hätte“.
DDR-Behörden gebrauchten den Begriff der Politischen Haft nicht, sondern leugneten offiziell die Existenz politischer Häftlinge in der DDR. Gemäß einer Verfügung des DDR-Justizministers Max Fechner durfte der Begriff Politischer Häftling ausschließlich für Opfer des Nationalsozialismus verwendet werden; aus politischen Gründen inhaftierte Personen in der DDR waren nach Auffassung der SED-Führung Kriminelle, die sich gegen die „antifaschistisch-demokratische“ Ordnung der DDR richteten. In der Berichterstattung über eine Amnestie anlässlich des 22. Jahrestages der DDR sprach das Zentralorgan der SED Neues Deutschland jedoch erstmals von „politischen und kriminellen Straftätern“ 1981 verwendete Erich Honecker in einem Interview mit dem britischen Verleger Robert Maxwell den Begriff des „politischen Gefangenen in der DDR“: „Seit der letzten Amnestie im Jahre 1979 gibt es bei uns keine politischen Gefangenen mehr!“ Durch die Amnestie 1979 wurden 21.928 Personen entlassen. Es ist nicht beziffert, wie viele politische Gefangene sich unter ihnen befanden, aber von etwa 80 verurteilten Gefangenen, die zu der Zeit von amnesty international betreut oder deren Fälle untersucht wurden, wurden mehr als 55 freigelassen. Rund 1.500 der amnestierten Personen wurden in die Bundesrepublik entlassen.
Amnesty International verwendet den Begriff länderübergreifend in seinem Anliegen und fordert die Freilassung von „gewaltlosen politischen Gefangenen, d. h. von Männern und Frauen, die irgendwo auf der Welt wegen ihrer Überzeugung, Hautfarbe, ethnischen Herkunft, Sprache, wegen ihres Glaubens oder ihres Geschlechts inhaftiert sind und Gewalt weder angewandt noch zu ihrer Anwendung aufgerufen haben“. In Bezug auf die DDR hat Amnesty International mehrmals konkrete Beispiele politischer Inhaftierungen kritisiert.

## Gesetzliche Grundlagen
Das Gesetz über die Rehabilitierung und Entschädigung von Opfern rechtsstaatswidriger Strafverfolgungsmaßnahmen im Beitrittsgebiet (Strafrechtliches Rehabilitierungsgesetz – StrRehaG) zählt eine Reihe von Normen des DDR-Strafrechts auf, die in der Regel der politischen Verfolgung dienten. Dieser Regelkatalog beinhaltet aus dem Strafgesetzbuch der DDR:
- §  96 – „Hochverrat“
- §  97 – „Spionage“
- §  98 – „Ungesetzliche Sammlung von Nachrichten“
- §  99 – „Landesverräterische Nachrichtenübermittlung“
- § 100 – „Staatsfeindliche Verbindungen“/„Landesverräterische Agententätigkeit“
- § 105 – „Staatsfeindlicher Menschenhandel“
- § 106 – „Staatsfeindliche Hetze“
- § 213 – „Ungesetzlicher Grenzübertritt“
- § 219 – „Ungesetzliche Verbindungsaufnahme“
- § 220 – „Öffentliche Herabwürdigung der staatlichen Ordnung“
- §§ 245,246 – „Geheimnisverrat“
- § 256 – Wehrdienstentziehung/-verweigerung

sowie „Boykotthetze“ gemäß Artikel 6 Abs. 2 der Verfassung der Deutschen Demokratischen Republik vom 7. Oktober 1949.
Darüber hinaus existierten weitere Normen des DDR-Strafrechts, die einer politischen Verfolgung gedient haben. In diesem Zusammenhang sind besonders die Artikel § 20 („Staatsverleumdung“), § 107 („Verfassungsfeindlicher Zusammenschluss“), § 214 („Beeinträchtigung staatlicher oder gesellschaftlicher Tätigkeit“), § 215 („Rowdytum“), § 216 („Schwere Fälle“), § 217 („Zusammenrottung“), § 218 („Zusammenschluss zur Verfolgung gesetzeswidriger Ziele“), § 225 („Unterlassung der Anzeige“) und § 249 („Asoziales Verhalten“) zu nennen. Das Ministerium für Staatssicherheit (MfS) versuchte in einigen Fällen, einzelne Personen bewusst zu kriminalisieren. So führte es beispielsweise Wolf Biermann gezielt Minderjährige zu, mit dem Ziel ihn später strafrechtlich belangen zu können.
Insbesondere der § 215 „Rowdytum“ als Gummiparagraph war so unbestimmt formuliert, dass er häufig für politische Verurteilungen genutzt wurde und somit kriminalisierte. „Der klassische Fall war die massive Verhaftung und Strafverfolgung bei Ausschreitungen am 7. Oktober 1977 (Staatsfeiertag der DDR)“ (Wilhelm Heinz Schröder, Jürgen Wilke: ) auf dem Alexanderplatz in Berlin, wo die Staatsmacht in „unangemessener Weise“ bei einem geringen Anlass „überreagierte“. Hier sahen sich die jungen Kunden nach einem Rockkonzert unvermittelt einer massiven polizeilichen Gewalt in unbekanntem Ausmaß gegenüber und begannen sich – nicht informiert über den Grund des Einsatzes – zunächst nur mit politisch-nonkonformen Sprechchören zu wehren, was schließlich in Gegengewalt umschlug. Es gab unzählige schwerverletzte Jugendliche. Viele Hundert wurden zugeführt und 468 (Quelle: Hauptabteilung IX, Untersuchungsorgan des MfS) mussten für ihr Aufbegehren aus heutiger Sicht unverhältnismäßig harte Urteile hinnehmen (zwischen sechs Wochen Haft bei Beteiligung an den Sprechchören – was rechtsstaatlich eine freie Meinungsäußerung ist – und bis drei Jahre für Steinewürfe etc.). Die Mehrzahl der Verurteilten waren zwischen 16 und 18 Jahre alt. Hintergrund zu diesem größten Jugendprotest der DDR war u. a. die restriktive Politik der SED-Regierung im Rahmen der Biermann-Ausbürgerung und folgendem Exodus vieler beliebter Sympathisanten und Künstler.
Amnesty International fasst in seinem Jahresbericht 1989 zusammen:

„Es bestand allerdings Anlaß zu der Befürchtung, daß weitaus mehr Menschen auf der Grundlage von Gesetzen inhaftiert worden sind, die das Recht auf freie Meinungsäußerung, Vereinigungs- und Versammlungsfreiheit und Freizügigkeit in hohem Maße einschränken. Die Behörden bedienten sich verstärkt des Mittels der Kurzzeitinhaftierung, um Mitglieder von Friedens- und Umweltgruppen, kirchlichen und Menschenrechtsvereinigungen sowie Ausreisewillige zu schikanieren.“

## Zahl der politischen Häftlinge in der DDR
Zur Zahl der politischen Häftlinge in der DDR existieren verschiedene Schätzungen, deren Ergebnisse je nach Quellen, Begriffsdefinition, Schätzmethode und Untersuchungszeitraum meist voneinander abweichen. Zum einen existieren keine durchgängigen Daten über die Anzahl an aus politischen Gründen inhaftierten Personen; Statistiken diesbezüglich wurden DDR-intern nicht kontinuierlich geführt. Darüber hinaus ist es nicht immer möglich, im Nachhinein den tatsächlichen Grund einer Verurteilung zu ermitteln. So wurden viele Personen aus politischen Gründen wegen vermeintlich unpolitischer Delikte (zu Unrecht) verurteilt. Zudem werden als politische Häftlinge der DDR nicht ausschließlich rechtskräftig verurteilte Personen, sondern auch Untersuchungshäftlinge gezählt.
Die Zentrale Erfassungsstelle Salzgitter registrierte zwischen 1962 und 1990 insgesamt 30.752 politische Verurteilungen, konnte aber aufgrund ihrer Arbeitsweise und ihrer zeitlich begrenzten Existenz nur einen Teil der Verurteilungen erfassen.
Die Historikerin Brigitte Oleschinski schätzte 1993 auf Grundlage der Zentralen Entlassungskartei von Strafgefangenen der ehemaligen Verwaltung Strafvollzug der DDR die Zahl der politischen Häftlinge auf rund 200.000. Das Bundesministerium der Justiz ging 1994 von 180.000 politisch Inhaftierten aus, nahm bei dieser Zahl jedoch ausdrücklich die Lagerinternierten der sowjetischen Besatzungsmacht aus. Klaus Schroeder nannte 1998 die Zahl von 200.000 politischen Häftlingen. Falco Werkentin ging im selben Jahr von mindestens 250.000 Opfern politischer Strafjustiz aus und gab an, dass in dieser Zahl nicht jene rund 100.000 Personen eingeschlossen sind, die in den 1950er Jahren aufgrund ihrer Klassenherkunft als Wirtschaftsverbrecher verurteilt wurden. Jens Gieseke grenzte 2009 die Zahl der politischen Strafgefangenen zwischen 170.000 und 280.000 ein.

## Geschichte
Während der ersten zehn Jahre der DDR wurde politische Opposition überwiegend als Kriegs- und Boykotthetze mit Methoden des Strafrechtes bekämpft.
Demzufolge wurden die meisten politischen Gefangenen in den 1950er Jahren verurteilt. Zu ihnen gehörten vor allem die Opfer innerparteilicher „Säuberungen“, darunter Walter Janka, Erich Loest, Wolfgang Harich und Paul Merker sowie die Opfer der „Waldheimer Prozesse“. Nach dem niedergeschlagenen Arbeiteraufstand vom 17. Juni 1953 wurden ca. 8000 Personen wegen eines angeblichen „faschistischen Putschversuches“ inhaftiert. Vereinzelt wurden auch Personen wie der Journalist Karl Wilhelm Fricke vom Ministerium für Staatssicherheit aus der Bundesrepublik entführt und anschließend in der DDR inhaftiert. Auch gegen jugendliche Oppositionelle wie Hermann Flade, die Werdauer Oberschüler und den Eisenberger Kreis ging die DDR-Justiz mit drakonischer Härte vor. Um Enteignungen im Zuge der Zwangskollektivierung von Landwirtschaft und Handel zu ermöglichen, wurden zahlreiche selbstständige Bauern sowie kleinere und mittlere Gewerbetreibende wegen angeblicher Wirtschaftsverbrechen verhaftet.

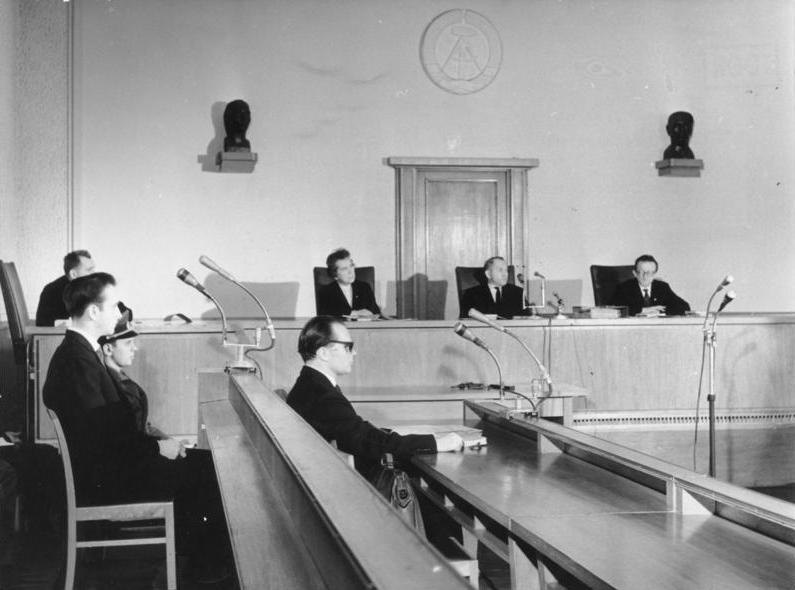
DDR-Prozess gegen den Fluchthelfer Harry Seidel, 1962

Infolge des Mauerbaus 1961 stieg die Zahl an gescheiterten Fluchtversuchen aus der DDR. Die bei versuchten „ungesetzlichen Grenzübertritt“ gefassten Personen und ihre Fluchthelfer wie z. B. Harry Seidel wurden (sofern man ihnen habhaft werden konnte) inhaftiert. Auch an den Westgrenzen anderer Ostblock-Staaten gestellte Personen wurden auf Ansuchen von DDR-Behörden verhaftet und in der Regel nach zwei bis drei Wochen in die DDR überstellt.
Mit Einführung der allgemeinen Wehrpflicht in der DDR 1962 kam auch der politische Straftatbestand der Wehrdienstverweigerung hinzu. Zwar machte die SED-Führung kirchlichen Bedenkenträgern Zugeständnisse, indem sie eine Verweigerung aus Gewissensgründen akzeptierte und stattdessen einen waffenlosen (aber nicht zivilen) Dienst als Bausoldat ermöglichte. Dennoch entschieden sich einige trotz Inhaftierung für eine Totalverweigerung.
Mit der inneren Abschottung der DDR infolge des Mauerbaus wurde ab 1963 der justizielle Terror aufgegeben. Vor allem seit Beginn der Ära Honecker 1971 verstärkte die SED-Führung ihre Bemühungen, oppositionelles Verhalten ohne Anwendung des Strafrechtes zu sanktionieren. Wichtige Anlässe hierfür waren das Streben der DDR nach internationaler Anerkennung und die deutsch-deutsche Annäherung ab Ende der 1960er Jahre. So hatte sich die DDR sowohl im Grundlagenvertrag mit der Bundesrepublik Deutschland als auch mit dem Beitritt zur UN-Charta und der Unterzeichnung der KSZE-Schlussakte zur Achtung der Menschenrechte verpflichtet. In der Folge versuchte das SED-Regime, die Zahl politischer Häftlinge zu reduzieren und hierzu die versprochenen Konzessionen durch Repressionspraktiken unterhalb der Schwelle von Verhaftung und Verurteilung zu kompensieren. Zu diesem Zweck griff das MfS vermehrt auf Zersetzungsmaßnahmen zurück. Dennoch kam es insbesondere im Zusammenhang mit innergesellschaftlichen Krisen (Prager Frühling 1968, Biermann-Ausbürgerung 1976) weiterhin zu Verhaftungen der politischen Opposition. Aber auch ohne vorher politisch aktiv zu werden gerieten viele DDR-Bürger in Haft. So wurden beispielsweise Ausreiseantragsteller oft bewusst kriminalisiert und inhaftiert.
Ab Ende der 1970er Jahre forcierte das SED-Regime die Inhaftierung aus politischen Gründen, da sich der von der Bundesrepublik betriebene Häftlingsfreikauf (siehe Abschnitt Häftlingsfreikauf) zu einer bedeutenden Einnahmequelle entwickelte.
Mit der politischen Wende in der DDR und der Wiedervereinigung Deutschlands wurden viele Opfer politisch motivierter Strafverfolgung strafrechtlich rehabilitiert und vereinzelt finanziell entschädigt (siehe Abschnitt Rehabilitation).

## Untersuchungshaft
Politische Haft wurde in der DDR in der Regel durch das Ministerium für Staatssicherheit eingeleitet. Anders als die Strafvollzugsanstalten unterstanden die Untersuchungshaftanstalten der Aufsicht des Ministeriums für Staatssicherheit. Neben den zentralen Untersuchungshaftanstalten I (Berlin-Hohenschönhausen) und II (Magdalenenstraße, Berlin-Lichtenberg) verfügte jede der 15 Bezirksverwaltungen der Staatssicherheit über eine eigene Untersuchungshaftanstalt. Den Untersuchungshaftvollzug übernahm innerhalb des MfS die Abteilung XIV der MfS-Zentrale bzw. der jeweiligen Bezirksverwaltung, als Wachposten wurden zusätzlich Angehörige des Wachregiments Feliks E. Dzierzynski eingesetzt. Die Untersuchungsführung (Vernehmung) oblag der Linie IX (Hauptabteilung IX sowie die Abteilungen IX der Bezirksverwaltungen) des Ministeriums für Staatssicherheit. Diese nahm gemäß § 88 der Strafprozessordnung der DDR neben Polizei und Zoll die Aufgabe des „Untersuchungsorgans“ wahr. Unterstützt wurden die Organe des MfS dabei vor allem von der politischen Abteilung 1A innerhalb der Kriminalpolizei des MdI. 
Die Untersuchungshaft verfolgte im Falle politisch motivierter Verhaftungen in aller Regel nicht das Ziel einer unvoreingenommen Ermittlung. Vielmehr stand die prinzipielle Schuld des Untersuchungshäftlings zumeist bereits vor dessen Verhaftung durch die mit konspirativen Mitteln erlangten Informationen fest. Die Untersuchungshaft diente stattdessen nahezu ausschließlich dem Ziel, von dem Untersuchungshäftling belastende Aussagen zu erhalten, da die zuvor illegal erlangten Informationen in aller Regel vor Gericht nicht verwendbar waren.
Während der Strafvollzug durch das Strafvollzugsgesetz geregelt wurde, gab es kein entsprechendes Gesetz über den Vollzug der Untersuchungshaft; dieser wurde über die „Hausordnung“ der jeweiligen Haftanstalt geregelt. Den Charakter des Untersuchungshaftvollzugs stellte Erich Mielke, Minister für Staatssicherheit, 1979 auf einer internen Dienstkonferenz klar:

„Klar muß aber auch sein, allein immer nur behutsam, behutsam und noch mal behutsam, – aus Angst und Furcht, die Betreffenden könnten sich etwas antun, daß nur nichts passiert – damit muß endgültig Schluß gemacht werden. […] Und wenn sich ein Verbrecher, ein verkommenes Subjekt deshalb etwas antut, weil er merkt, daß wir ihn erkannt haben und mit aller Konsequenz gegen ihn vorgehen, dann ist das noch tausendmal besser, als wenn es ihm gelingt, seine verbrecherischen Absichten zu verwirklichen oder uns weiter anderen Schaden zuzufügen. […] Die sozialistische Gesetzlichkeit strikt durchzusetzen, alle Möglichkeiten voll auszuschöpfen, das gilt erst recht in Bezug auf Feinde, die auch weiterhin wie Feinde behandelt werden.“

Die Bundeszentrale für politische Bildung stellte dazu fest: „Das MfS unterhielt eigene Untersuchungshaftanstalten, in denen physische und psychische Misshandlungen politischer Gefangener keine Ausnahme bildeten. Auch nach der Entlassung mussten politische Gefangene mit Restriktionen rechnen, z. B. Berufsverboten.“

## Strafvollzug
Politische Gefangene wurden in der DDR nicht gesondert verwahrt, sondern im Justizvollzug (in der DDR: „Strafvollzug“) inhaftiert, somit Kriminellen gleichgestellt (kriminalisiert). Viele Politische wurden in Haftarbeitslager (HAL) oder Strafvollzugskommandos (STVK) gebracht. In der Realität wurden die politischen Häftlinge jedoch von Anfang an schlechter gestellt und behandelt als die kriminellen Gefangenen. Die Bewachung erfolgte (außer in Bautzen II) durch Mitarbeiter des Strafvollzugsdienstes der Volkspolizei. Diese unterstanden dem Ministerium des Innern.

## Haftbedingungen und Haftfolgen
Die Jahre 1949 bis 1953 waren gekennzeichnet von gehäuften Todesfällen unter den Häftlingen – vor allem durch Hunger und Folgekrankheiten. 1954 bis 1970 erfolgte eine Verbesserung dieser extremen Haftbedingungen. Seit 1971 war den Strafvollzugsbeamten, die jetzt „Erzieher“ hießen, die Anwendung von Gewalt verboten, woran sich aber einige nicht hielten. Die hygienischen Verhältnisse verbesserten sich. Während der Gesamtzeit aber war besonders die Zeit der Untersuchungshaft gekennzeichnet von Schikanen wie Einzelhaft, Verhöre zur Nachtzeit, der damit verbundene Schlafentzug bzw. Schlafmangel sowie Isolierung und Informationssperren für Häftlinge, das heißt jegliche Kontakte zur Außenwelt wurden untersagt.
Zu den Folgen der Haft bei vielen ehemaligen Häftlingen gehören Ängste und Depressionen sowie neben körperlichen Erkrankungen auch Schlaf- und Konzentrationsstörungen. Auch berufliche Nachteile durch aufgrund der Haft versäumte oder mangelhafte Ausbildung kommen hinzu.

## Rehabilitierung
Nach der politischen Wende in der DDR bemühte sich das Oberste Gericht der DDR um eine Aufhebung politisch begründeter Gerichtsentscheidungen. Die Volkskammer der DDR verabschiedete am 6. September 1990 ein Gesetz, welches die Rehabilitierung von Personen vorsah, die wegen einer Handlung straf- oder verwaltungsrechtlich belangt worden waren, mit der sie verfassungsmäßig garantierte Grundrechte wahrgenommen hatten. Infolge des Beitritts der DDR zur Bundesrepublik erlangte das Gesetz jedoch keine praktische Bedeutung mehr. Der im Einigungsvertrag enthaltenen Verpflichtung, für Opfer politisch motivierter Strafverfolgung eine Rehabilitierungsmöglichkeit einschließlich angemessener Entschädigungsregelungen zu schaffen, kam die Bundesrepublik mit Inkrafttreten des Ersten SED-Unrechtsbereinigungsgesetzes am 4. November 1992 nach. Dieses enthält ein strafrechtliches Rehabilitierungsgesetz (StrRehaG), wonach Opfer strafrechtlichen Unrechts und rechtsstaatswidriger Freiheitsentziehungen in der SBZ/DDR auf Antrag und unter bestimmten Voraussetzungen Anrecht auf eine juristische und soziale Wiedergutmachung haben. So erhalten politische Häftlinge in der DDR bei sozialer Bedürftigkeit ab einer nachweislichen Haftdauer von 180 Tagen eine monatliche Opferpension in Höhe von 250 Euro. Gemäß Bundestagsbeschluss vom 4. Dezember 2014 wurde sie mit Zustimmung des Bundesrates vom 19. Dezember 2014 auf 300 Euro erhöht. Am 24. Oktober 2019 beschloss der Deutsche Bundestag unter anderem eine Erhöhung der Opferpension auf 330 Euro.

## Häftlingsfreikauf
Ab 1962 bemühte sich die Bundesrepublik Deutschland darum, politische Gefangene aus der DDR freizukaufen. Freigekaufte Gefangene wurden anschließend entlassen und in die Bundesrepublik ausgebürgert. Der Häftlingsfreikauf hielt bis zum Mauerfall an. Insgesamt wurden zwischen 1963 und 1989 insgesamt 33.755 Häftlinge für Devisen und Waren im Gesamtwert von rund 3,5 Mrd. DM freigekauft. Auf diese Weise entwickelte sich der Häftlingsfreikauf für die DDR zu einer bedeutenden Einnahmequelle und führte ab Ende der 1970er Jahre zu einer Vielzahl von politischen Inhaftierungen.